# Joan Mas i Bauçà
Joan Mas i Bauzà (Deià, 8 de febrer de 1928 - Palma, 19 d'agost de 1992) fou un escriptor mallorquí.
Llicenciat en Dret, funcionari de l'administració pública i ocasional crític de cinema, va consagrar gran part de la seva carrera al teatre. Fou membre actiu de l'Obra Cultural Balear i col·laborador en diaris com Cort, Diario de Mallorca i Baleares.

## Obres publicades o representades

### Novel·la
- 1981 L'espectacle (Barcelona: Selecta, 1981 ISBN 8429804722)

### Poesia
- 1977 Ara plouen figues (Ciutat de Mallorca: Cort, 1977 ISBN 8485049489)

### Teatre
(Dates d'aparició o d'estrena)
- 1949 Un dematí ben aprofitat, entremès
- 1949 El fusteret de la parròquia, entremès
- 1949 Sa primera ruixada, entremès
- 1953 Sa padrina (Palma: Cort, 1978)
- 1954 Anar per llana i romandre tos
- 1954 Mumare és una fadrina
- 1955 En Tià Taleca
- 1956 Ca-nostra (Palma: Moll, 1974)
- 1957 Ses monges blaves
- 1960 Molta feina i pocs doblers (Palma: Cort, 1981 ISBN 8485049888)
- 1961 El món per un forat (Palma: Moll, 1961)
- 1961 La seu plena d'ous
- 1962 Escàndol a Camp de Mar: dos mil porcs (Palma: Daedalus, 1966)
- 1963 Un senyor damunt d'un ruc (Palma: Imp. Mossèn Alcover, 1965)
- 1963 Sogres i nores
- 1966 Cavallet quan eres jove (Palma: Moll, 1985 ISBN 8427304749)
- 1970 Ca nostra (2a. versió)
- 1971 El sopar agre
- 1974 Trifulgues de gent casada
- 1975 Una dona és per a un rei (Palma: Imp. M. Alcover, 1975)
- 1980 Tocats des boll (Palma: Moll, 1981 ISBN 8427303041)
- 1982 Alegria de conill
- 1984 Una i oli (nova versió de Trifulgues de gent casada)
- 1985 Tot va com una seda
- 1985 Ses tres lluciferes
- 1986 Pocs i mal avinguts
- 1989 Res més per avui

## Premis literaris
- 1961 Premi Born de teatre per Ca-nostra
- 1965 Premi Ciutat de Palma de teatre per Escàndol a Camp de Mar: dos mil porcs
- 1966 Premi Mallorca per Cavallet quan eres jove
- 1971 Premi Born de teatre per El sopar agre
- 1980 Sant Jordi per L'espectacle

## Altres reconeixements
- A Deià se li ha dedicat l'Amfiteatre Joan Mas i Bauçà.
- A Palma un carrer duu el seu nom.